# Riccardo Barenghi
Riccardo Barenghi, noto anche con lo pseudonimo di Jena (Roma, 13 marzo 1957), è un giornalista italiano.

## Biografia
Diplomatosi alla maturità classica presso il Liceo Sperimentale della Bufalotta, nel 1976, dopo due anni frequenta uno stage di due mesi alla sede Rai di New York.
Rientrato a Roma, intraprende l'attività giornalistica nel 1980, assunto dal quotidiano il manifesto. Nel marzo del 1998 viene nominato direttore del quotidiano, succedendo al fondatore Valentino Parlato. Mantiene la carica fino al dicembre del 2003, passando in seguito a collaborare con La Stampa di Torino.
Scrive sagaci e lapidarie battute con lo pseudonimo di Jena.
Ha condotto per due volte la rubrica radiofonica "Prima pagina" di Rai Radio 3 e diverse trasmissioni del palinsesto notturno.